# ドンナ ビアンカ (小説)
『ドンナ ビアンカ』は、誉田哲也による日本の推理小説の長編小説。警視庁練馬署強行犯係の女性刑事・魚住久江を主人公とする、魚住久江シリーズ第2作。
『小説新潮』において2012年5月号から12月号まで連載された。新潮社より2013年2月18日に単行本、2016年3月1日に新潮文庫版が刊行。2020年6月10日に光文社文庫版が刊行された。
2020年10月5日にテレビ東京系でテレビドラマ化。

## テレビドラマ
2020年10月5日に『誉田哲也サスペンス ドンナビアンカ〜刑事 魚住久江〜』のタイトルでテレビ東京系「月曜プレミア8」で放送。主演は檀れい。

### キャスト
- 魚住久江（警視庁練馬北警察署強行犯係・巡査部長） - 檀れい[5]
- 峰岸学（警視庁練馬北警察署強行犯係・巡査長） - 鈴木伸之[5]
- 原口昌哉（警視庁練馬北警察署強行犯係・巡査長） - 村井良大[6]
- 宮田洋平（警視庁練馬北警察署強行犯係 係長） - 田中隆三
- 諸橋俊樹（警視庁捜査一課特殊犯捜査係・警部補） - 森岡豊
- 井上高志（警視庁捜査一課強行犯係・巡査部長） - 中村公隆
- 中江弓子（富士見フーズ 社長） - 金沢雅美
- 山内直人（警視庁捜査一課特殊犯捜査係） - 黄地裕樹[7]
- 君原麻里（刑事） - 周本絵梨香
- 木村秋生（スタンガンで気絶させられ鞄を盗まれた男） - 村上純
- 富樫公宏（キャバクラ「アンジェリカ」店長） - 岩永ひひお
- 後藤太一（越田酒店 店員） - 日向丈
- ヨウコ（キャバクラ「アンジェリカ」中国人キャバ嬢・本名は楊白瑤で日本名は村瀬瑤子） - 藤井美菜[5]
- 村瀬邦之（点点楼大塚店 店長・ヨウコの夫） - 山崎樹範[5]
- 板倉敦士（日丸食品 元社員） - 池内万作[5]
- 副島孝（富士見フーズ 専務・弓子の義理の弟） - 堀部圭亮[5]
- エレナ（キャバクラ「アンジェリカ」キャバ嬢） - 神部美咲
- 相川宏哉（富士見フーズ広報部 元社員・弓子の元愛人） - 長島琢磨
- 高橋幹子（定食屋たかはし 女将） - 小林千里[8]
- 飯田海斗（ヨウコと同じマンションの住人） - 鈴木志遠
- 捜査員 - 渡辺コウジ[9]
- 相川の愛人 - 大串有希
- 東京出入国在留管理局 職員 - 深月信之介
- 副島美月（副島の娘） - 矢崎由紗[10]
- GPS解析捜査員 - 中嶋秀人[11]
- 高校生 - 春日かなこ[12]、上村笑瑠
- 中森秀忠（警視庁捜査一課特殊犯捜査係 管理官） - 石丸幹二[5]
- 金本健一（警視庁捜査一課強行犯係・警部補） - 吉田栄作[5]

### スタッフ
- 原作 - 誉田哲也『ドンナ ビアンカ』（新潮社）
- 脚本 - 松本美弥子
- 監督 - 北川瞳
- 警察監修 - 志保澤利一郎（チーム五社）
- 技術協力 - ビデオスタッフ、有限会社漣
- 照明協力 - ザ・ホライズン
- 美術協力 - BEENS
- プロデュース - 中川順平、松本拓、髙石明彦
- 制作 - テレビ東京、BSテレ東、The icon

### ネット局
- テレビ東京（制作局）
- テレビ大阪
- テレビ愛知
- テレビせとうち
- テレビ北海道
- TVQ九州放送